# Federación Congoleña de Fútbol
La Federación Congoleña de Fútbol (en francés: Fédération Congolaise de Football; abreviado FECOFOOT) es el organismo rector del fútbol en la República del Congo, con sede en Brazzaville. Fue fundada en 1962, afiliada a la FIFA en 1964 y a la CAF en 1966. Organiza el campeonato de Liga y de Copa, así como los partidos de la selección nacional en sus distintas categorías.